# Vedda
 (mars 2013).
Si vous disposez d'ouvrages ou d'articles de référence ou si vous connaissez des sites web de qualité traitant du thème abordé ici, merci de compléter l'article en donnant les références utiles à sa vérifiabilité et en les liant à la section « Notes et références ».
Ne doit pas être confondu avec Veda.

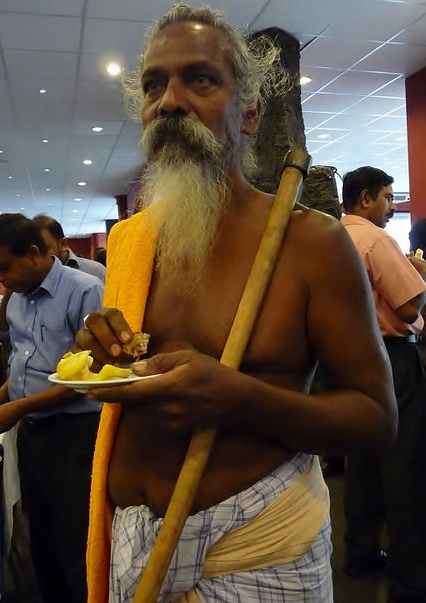
Chef vedda

Les Vedda (exonyme) ou Wanniyala-Aetto (endonyme) sont un peuple indigène du Sri Lanka.

## Ethnonymie
Selon les sources et les contextes, on observe notamment les formes suivantes : Beda, Vadda, Vaddo, Vaedda, Vanyala Aetto, Veddah, Veddas, Veddha, Weda, Weddah, Wedda, Weddha, Weddo.

## Anthropologie
Les ethnologues désignent comme « Australoïdes (veddoïdes) » un ensemble de groupes d'Asie du Sud-Est qui semblent être les populations indigènes de la région, avant l'arrivée, bien postérieure, des peuples de langues dravidiennes, indo-européennes, austroasiatiques et austronésiennes. Les ethnologues rangent aussi dans cet ensemble les populations appelées « négritos ».

## Histoire

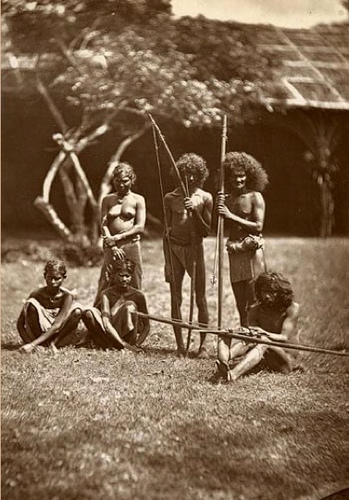
Veddas, 1890

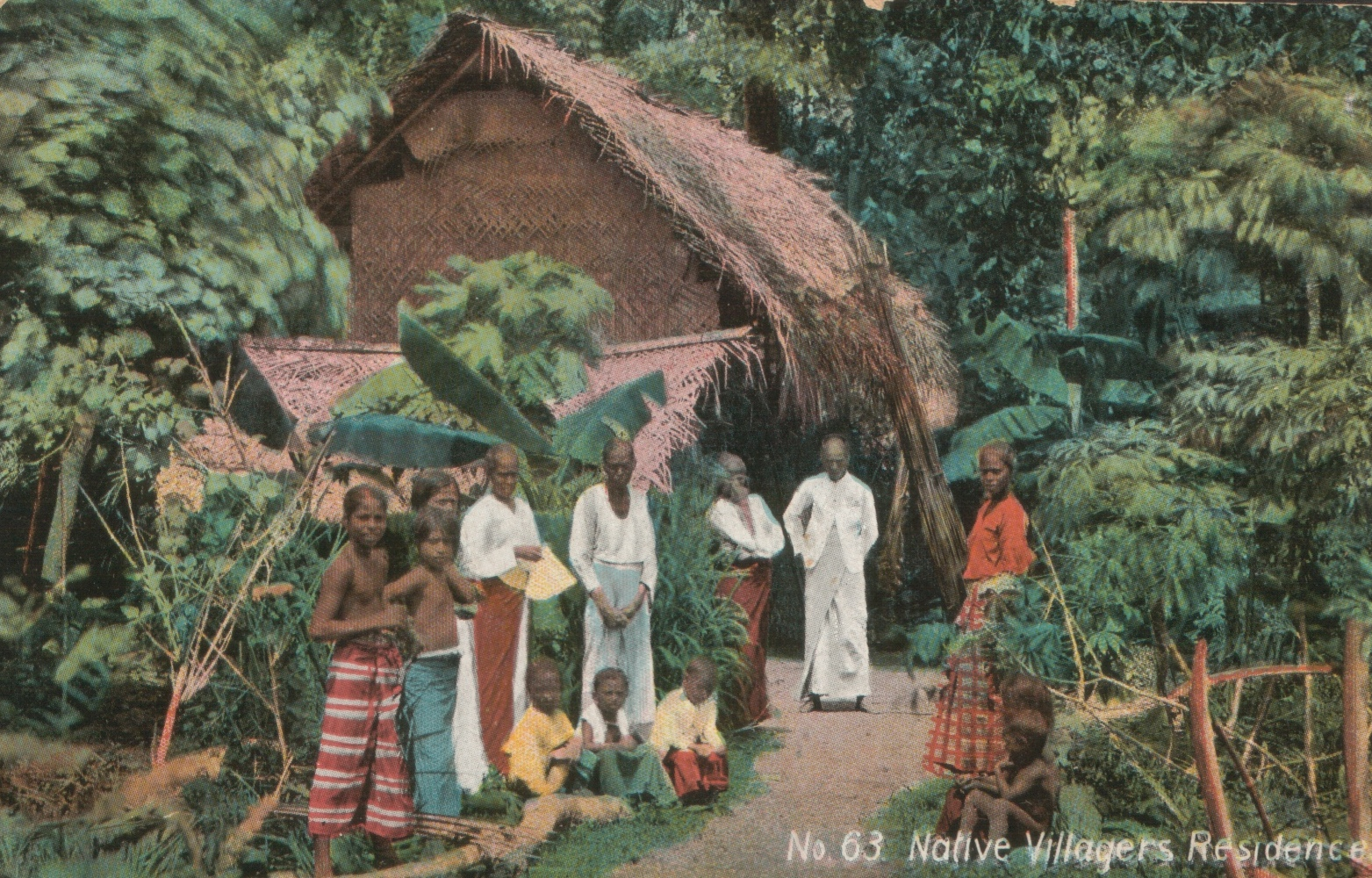
Village vedda (1910)

La culture de ces chasseurs-cueilleurs est en voie de disparition en raison de leur assimilation culturelle et de la destruction de leur milieu naturel. Leur population est estimée de quelques centaines à quelques milliers de personnes. Ils pratiquent une religion mêlant l'animisme et le bouddhisme dans la région à majorité cingalaise ou l'hindouisme dans les régions à majorité tamoule.
Jusqu'à récemment, les Wanniyala-Aetto vivaient dans leurs forêts, où ils chassaient le cerf, le sanglier et d'autres animaux ainsi que des oiseaux, et où ils collectaient du miel, des fruits et des noix. Ils pratiquaient aussi une forme d'agriculture sur brûlis, défrichant dans la forêt des lopins de terre appelés « chenas » pour y planter des céréales, des légumes et des tubercules. Les familles se déplaçaient d'un lopin à l'autre chaque année, retournant au même endroit tous les sept ou huit ans. Aujourd'hui, les Wanniyala-Aetto habitent dans des villages à l'extérieur de la forêt. Ils ne peuvent plus pratiquer la « chena » et ne disposent plus que de petites parcelles où cultiver du riz et des légumes et élever bétail et chèvres. Ceux qui chassent et collectent encore dans la forêt risquent arrestation et violences, mais pourtant beaucoup continuent de le faire. D'autres sont employés sur les terres des colons cingalais ou exécutent des danses et vendent des babioles aux touristes. Certaines femmes travaillent comme domestiques au Moyen-Orient.
Dans les années 1950, le gouvernement du Sri Lanka a ouvert le territoire des Wannyala-Aetto aux colons cingalais. Les forêts furent rasées au bulldozer, les terrains de chasse inondés et des milliers de colons vinrent s'installer. En 1983, le dernier refuge forestier des Wanniyala-Aetto devint le parc national de Maduru Oya et ses habitants furent déplacés dans des villages gouvernementaux, avec l'interdiction de retourner dans la forêt sans autorisation. On leur a également interdit la chasse et la cueillette. La transition vers ce nouveau mode de vie n'est pas allée sans difficulté et de nombreuses familles parviennent tout juste à produire assez de nourriture sur les lopins octroyés par le gouvernement. Les enfants sont éduqués dans la langue et la religion de la population cingalaise dominante. Alcoolisme et maladies mentales sont monnaie courante dans ces nouvelles communautés. À partir de 1998, quelques hommes ont obtenu des permis de chasse et de cueillette sur une petite portion de leur forêt, mais ceux qui ne disposent pas d'un permis continuent de risquer amendes et emprisonnement s'ils sont découverts. Ces dernières années, trois Wanniyala-Aetto, tous détenteurs d'un permis, ont été abattus par des gardes du parc. De nombreux Wanniyala-Aetto désirent retourner sur leur terre de Maduru Oya.